# دانيال روبن
دانيال روبن (بالفرنسية: Daniel Robin)‏ هو لاعب اتحاد الرغبي فرنسي، ولد في 31 مايو 1943 في برون في فرنسا، وتوفي في 23 مايو 2018 في لونغوي في كندا.

## وصلات خارجية
- دانييل روبن على موقع قاعدة بيانات المصارعة الدولية (الإنجليزية)
- دانييل روبن على موقع اللجنة الأولمبية الدولية (الإنجليزية)
- دانييل روبن على موقع أوليمبيديا (الإنجليزية)